# توم موراي (مجدف نيوزيلندي)
توم موراي (بالإنجليزية: Thomas Murray)‏ هو مجدف نيوزيلندي، ولد في 5 أبريل 1994 في بلنهيم في نيوزيلندا.

## وصلات خارجية
- توم موراي على موقع الاتحاد الدولي للتجديف (الإنجليزية)
- توم موراي على موقع اللجنة الأولمبية الدولية (الإنجليزية)
- توم موراي على موقع أوليمبيديا (الإنجليزية)
- توم موراي على موقع اللجنة الأولمبية النيوزيلندية (الإنجليزية)